# 喻承芳
喻承芳（？—？），湖广石首人，明朝政治人物。举人出身。
天启六年（1626年），擔任明朝廣州府新安縣知縣。后由陳谷接任。